# Chervone (Saranchuký)
Chervone (ucraniano: Черво́не) es un pueblo de Ucrania, perteneciente al municipio rural de Saranchuký, en el raión de Ternópil de la óblast de Ternópil.
En 2001, el pueblo tenía una población de 43 habitantes.
Se ubica en las afueras septentrionales de Mechýshchiv, separado de este último pueblo por un pequeño arroyo.

## Historia
Antes de su integración en el actual municipio de Saranchuký en 2020, el pueblo era una pedanía del consejo rural de Mechýshchiv, en el raión de Berezhany.